# ببمد سنترال
ببمد سنترال (بالإنجليزية: PubMed Central) هي قاعدة بيانات رقمية مجانية ذات نص كامل لمؤلفات علمية في العلوم الطبية الحيوية ووعلوم الحياة. نمت من نظام البحث عبر الإنترنت: أنتريه (أنتريه) المتخصص بمجلات الطب الحيوي. وقد طورت المكتبة الوطنية لعلم الطب (NLM) الأمريكية ببمد سنترال لأرشفة مقالات المجلات الطبية الحيوية على شبكة الإنترنت.
النص الكامل مجاني الإطلاع لجميع المواد ببمد سنترال، مع الاختلاف في إعادة استخدامها. بعض الناشرين المشاركين يتأخرون في نشر مقالاتهم في ببمد سنترال لفترة محددة بعد نشر ورقة (غالباً ستة أشهر). طورها المركز الوطني لمعلومات التكنولوجيا الحيوية (NCBI)، فإن ببمد سنترال هو أكثر من مجرد مستودع للوثائق. تتم فهرسة الطلبات المقدمة إلى بي أم سي وتنسيقها للحصول على بيانات وصفية محسنة، وعلم الأنطولوجيا الطبية، والمعرفات الفريدة التي تثري بيانات إكس إم إل المنظمة لكل مقالة. يمكن ربط المحتوى الموجود داخل بي أم سي بقواعد بيانات NCBI الأخرى والوصول إليه عبر أنظمة البحث والاسترجاع أنتريه، مما يعزز قدرة الجمهور على اكتشاف المعرفة الطبية الحيوية وقراءتها والبناء عليها.
تختلف ببمد سنترال عن ببمد. ببمد سنترال هو أرشيف رقمي مجاني للمقالات الكاملة، ويمكن لأي شخص الوصول إليه من أي مكان عبر مستعرض ويب (مع أحكام مختلفة لإعادة الاستخدام). على العكس من ذلك، على الرغم من أن ببمد هي قاعدة بيانات قابلة للبحث من الاستشهادات والملخصات الطبية الحيوية، فإن النص الكامل للمقالة موجود في مكان آخر (مطبوعة أو عبر الإنترنت، مجانًا أو خلف جدار الدفع للمشترك).
في 1 يناير 2013، احتوت ببمد سنترال على حوالي 2.6 مليون عنصراً بما في ذلك المقالات والافتتاحيات والرسائل والملخصات. كما يبدو أن الموقع ينمو بنسبة 7% على الأقل سنوياً.[بحاجة لمصدر]
في سبتمبر 2004، تعاملت ببمد سنترال وببمد والخدمات الأخرى التي توفرها المكتبة الوطنية لعلم الطب مع ما يقرب من 1,300 فعالية في الثانية الواحدة وتوريد 1.3 تيرابايت من البيانات يومياً.

## إقرار
بدأت في فبراير عام 2000، نمت مستودع بسرعة مع نهج الوصول العامة معاهد الصحة الوطنية الأمريكية يهدف إلى جعل جميع البحوث التي تمولها المعاهد الوطنية للصحة (NIH) الوصول بحرية إلى أي شخص، وبالإضافة إلى ذلك، العديد من الناشرين يعملون بالتعاون مع المعاهد الوطنية للصحة لتوفير الوصول المجاني إلى أعمالهم. في أواخر عام 2007، تم التوقيع على قانون الاعتمادات الموحدة لعام 2008 (HR 2764) ليصبح قانونًا وتضمن بندًا يطالب المعاهد الوطنية للصحة بتعديل سياساتها وتتطلب إدراج نسخ إلكترونية كاملة في ببمد سنترال من أبحاثهم الخاضعة لاستعراض الأقران والنتائج من المعاهد الوطنية للصحة الممولة ابحاث. يجب تضمين هذه المقالات في غضون 12 شهرًا من النشر. هذه هي المرة الأولى التي تطلب فيها حكومة الولايات المتحدة من وكالة توفير وصول مفتوح للبحث وهي تطور من سياسة 2005، حيث طلبت المعاهد الوطنية للصحة من الباحثين إضافة أبحاثهم طواعية إلى ببمد سنترال.
تم تطوير نسخة المملكة المتحدة من نظام ببمد المركزي، مركز ببمد أوروبا، من قبل صندوق ويلكم والمكتبة البريطانية كجزء من مجموعة من تسعة ممولين للأبحاث في المملكة المتحدة. بدأ تشغيل هذا النظام في يناير 2007. في 1 نوفمبر 2012، أصبحت مركز ببمد أوروبا. تم إطلاق العضو الكندي في شبكة ببمد المركزية الدولية، مركز ببمد كندا، في أكتوبر 2009.
في المكتبة الوطنية للطب «NLM مجلة النشر علامة مجموعة» مقالة في مجلة لغة الترميز هي متاحة بحرية. تعلق جمعية ناشري المجتمع المتعلم والمهني قائلة «من المحتمل أن تصبح المعيار لإعداد المحتوى العلمي لكل من الكتب والمجلات». DTD ذات الصلة متاح للكتب. أعلنت مكتبة الكونغرس والمكتبة البريطانية عن دعمهما لـ NLM DTD. كما أنها تحظى بشعبية لدى مزودي خدمة المجلات.
مع إصدار خطط الوصول العام للعديد من الوكالات خارج المعاهد الوطنية للصحة، فإن بي أم سي في طريقها لأن تصبح مستودعًا لمجموعة متنوعة من المقالات. يتضمن ذلك محتوى ناسا، بواجهة تحمل علامة «ببسبيس».

## التكنولوجيا
يتم إرسال المقالات إلى ببمد سنترال بواسطة الناشرين بتنسيق إكس إم إل أو SGML، باستخدام مجموعة متنوعة من تعريف نوع المستند (DTD) للمقالات. قد يكون لدى الناشرين الأقدم والأكبر تعريف نوع المستند الخاصة بهم.
يتم تحويل المقالات المستلمة عبر XSLT إلى أرشفة NLM وتبادل DTD. قد تكشف هذه العملية عن الأخطاء التي يتم إبلاغ الناشر بها لتصحيحها. يتم تحويل الرسومات أيضًا إلى تنسيقات وأحجام قياسية. يتم أرشفة النماذج الأصلية والمحولة. يتم نقل النموذج المحول إلى قاعدة بيانات علائقية، جنبًا إلى جنب مع الملفات المرتبطة بالرسومات أو الوسائط المتعددة أو البيانات الأخرى المرتبطة. يوفر العديد من الناشرين أيضًا ملفات PDF لمقالاتهم، ويتم توفيرها بدون تغيير.
يتم تحليل الاستشهادات الببليوغرافية وربطها تلقائيًا بالملخصات ذات الصلة في ببمد والمقالات في ببمد سنترال والموارد الموجودة على مواقع الويب الخاصة بالناشرين. تؤدي روابط ببمد أيضًا إلى ببمد سنترال. المراجع التي يتعذر حلها، مثل المجلات أو المقالات المحددة التي لم تتوفر بعد في أحد هذه المصادر، يتم تتبعها في قاعدة البيانات وتظهر تلقائيًا «مباشرة» عندما تصبح الموارد متاحة.
يوفر نظام الفهرسة الداخلي إمكانية البحث، وهو على دراية بالمصطلحات البيولوجية والطبية، مثل أسماء الأدوية العامة مقابل أسماء العقاقير المسجلة الملكية، والأسماء البديلة للكائنات الحية والأمراض والأجزاء التشريحية.
عندما يصل المستخدم إلى إصدار مجلة، يتم إنشاء جدول محتويات تلقائيًا عن طريق استرداد جميع المقالات والرسائل والافتتاحيات وما إلى ذلك لهذه المشكلة. عند الوصول إلى عنصر فعلي مثل مقال، يحول ببمد سنترال ترميز NLM إلى إتش تي إم إل للتسليم، ويوفر روابط إلى كائنات البيانات ذات الصلة. هذا ممكن لأنه تم أولاً تحويل مجموعة متنوعة من البيانات الواردة إلى DTDs القياسية وتنسيقات الرسوم.
في تدفق تقديم منفصل، قد يقوم المؤلفون المموّلون من المعاهد الوطنية للصحة بإيداع المقالات في ببمد سنترال باستخدام إرسال مخطوطة المعاهد الوطنية للصحة (NIHMS). عادة ما تمر المقالات المقدمة من خلال ترميز إكس إم إل ليتم تحويلها إلى NLM DTD.

## الاستقبال
تتراوح ردود الفعل على ببمد سنترال بين مجتمع النشر الأكاديمي بين حماس حقيقي من قبل البعض، واهتمام حذر من قبل آخرين.
في حين أن بي أم سي هي شريك مرحب به للناشرين للوصول المفتوح من حيث قدرتها على زيادة اكتشاف ونشر المعرفة الطبية الحيوية، فإن هذه الحقيقة نفسها تجعل الآخرين يقلقون بشأن تحويل حركة المرور من النسخة المنشورة من السجل، والعواقب الاقتصادية لقلة القراء، كذلك كأثر في الحفاظ على مجتمع العلماء داخل المجتمعات العلمية. وجد تحليل عام 2013 دليلًا قويًا على أن المستودعات العامة للمقالات المنشورة كانت مسؤولة عن «جذب أعداد كبيرة من القراء بعيدًا عن مواقع المجلات الإلكترونية» وأن «تأثير الشركات العسكرية الخاصة يتزايد بمرور الوقت».
أشادت المكتبات والجامعات وأنصار الوصول المفتوح ومجموعات الدفاع عن صحة المستهلك ومنظمات حقوق المرضى بـ ببمد سنترال، ونأمل في رؤية مستودعات الوصول العام المماثلة التي طورتها وكالات التمويل الفيدرالية الأخرى لمشاركة أي منشورات بحثية كانت نتيجة دعم دافعي الضرائب بحرية.
وجدت دراسة أنتلمان للنشر المفتوح الوصول إلى أنه في الفلسفة والعلوم السياسية والهندسة الكهربائية والإلكترونية والرياضيات، كان لأوراق الوصول المفتوح تأثير بحثي أكبر. وجدت تجربة عشوائية زيادة في تنزيلات المحتوى لأوراق الوصول المفتوح، مع عدم وجود ميزة الاقتباس على الوصول إلى الاشتراك بعد عام واحد من النشر.
لقد ألهمت سياسة المعاهد الوطنية للصحة وعمل مستودع الوصول المفتوح التوجيه الرئاسي لعام 2013 والذي أطلق شرارة العمل في الوكالات الفيدرالية الأخرى أيضًا.
في مارس 2020، سرَّع ببمد سنترال إجراءات الإيداع للنص الكامل للمنشورات المتعلقة بفيروس كورونا. قامت NLM بذلك بناءً على طلب من مكتب البيت الأبيض لسياسة العلوم والتكنولوجيا وعلماء دوليين لتحسين الوصول للعلماء ومقدمي الرعاية الصحية والمبتكرين في استخراج البيانات والباحثين في مجال الرعاية الصحية بالذكاء الاصطناعي وعامة الناس.

## بمكيد
يعد PMCID (معرف ببمد سنترال)، المعروف أيضًا باسم الرقم المرجعي بي أم سي، معرفًا ببليوغرافيًا لقاعدة بيانات ببمد سنترال، تمامًا مثل ببمد هو المعرف الببليوغرافي لقاعدة بيانات ببمد. المعرّفان مختلفان. وهي تتألف من «بي أم سي» متبوعة بسلسلة من سبعة أرقام. التنسيق هو:
- PMCID: PMC1852221

يجب على المؤلفين المتقدمين للحصول على جوائز المعاهد الوطنية للصحة تضمين PMCID في طلباتهم.

## وصلات خارجية
- PubMed Central
- PubMed Central FAQ
- National Institutes of Health Submission System (NIHMS)
- NIH Public Access Policy